# Georges Polny
Georges Polny (* 3. Februar 1943 in Blan, Département Tarn) ist ein ehemaliger französischer Fußballspieler und -trainer.

## Spielerkarriere
Polny war 17 Jahre alt, als er 1960 vom Talentscout des Erstligisten AS Saint-Étienne entdeckt und zum Verein geholt wurde. Trotz seines geringen Alters wurde der Abwehrspieler zu einer Zeit, in der Ein- und Auswechslungen noch nicht möglich waren, bereits während der Saison 1960/61 viermal in der höchsten französischen Spielklasse aufgeboten. Anschließend konnte er sich weiter in der Profimannschaft etablieren und spielte als Linksverteidiger regelmäßig für ein Team, das 1962 zugleich abstieg und den nationalen Pokal gewann, auch wenn er im Endspiel nicht selbst auf dem Platz stand und damit nicht zur siegreichen Elf zählt. Ein Jahr darauf gelang als Zweitligameister der direkte Wiederaufstieg. Anschließend lief er 23-mal im Trikot der Aufsteigermannschaft auf, die sich am Ende der Spielzeit 1963/64 den Meistertitel sichern konnte.
In seinen frühen Jahren bei Saint-Étienne war der Spieler keineswegs unumstritten, sondern hatte sich seinen Platz in der Elf mit Nello Sbaiz und Régis Courbon zu teilen, weswegen er nicht wesentlich über 20 Ligaeinsätze pro Saison hinauskam. Dies änderte sich 1965, als er zum Abwehrchef wurde und zwischen 1965 und 1967 bei sämtlichen Erstligapartien von Saint-Étienne auflief; zuvor hatte er seine Offensivbemühungen im Spiel aufgegeben, um sich zunehmend auf die Abwehrarbeit zu konzentrieren. Zur selben Zeit begann für den Verein eine große Erfolgsserie, die vier Meisterschaften in Serie zwischen den Saisons 1966/67 und 1969/70 sowie zwei Pokalsiege in den Jahren 1968 und 1970 mit sich brachte; an all diesen Erfolgen war Polny direkt beteiligt und verpasste nicht wie 1962 das Pokalendspiel.
Zum Ende der Erfolgsserie des Klubs im Jahr 1970 büßte Polny seinen Stammplatz ein, den er an Gérard Farison abtreten musste. Dies änderte sich nicht wesentlich, als ein Mannschaftskollege im defensiven Mittelfeld zu im Frühjahr 1971 suspendiert wurde; angesichts dessen kehrte er dem Verein 1972 nach zwölf Jahren den Rücken.
Polny unterschrieb beim Zweitligisten AS Monaco, der trotz seiner Lage im Fürstentum Monaco am französischen Spielbetrieb teilnimmt. Bei Monaco avancierte er zum Stammspieler und war als solcher 1973 am Aufstieg in die Erstklassigkeit beteiligt. In der Liga konnte sich die Mannschaft knapp retten, während der Verteidiger im Pokalfinale 1974 auf seinen Ex-Klub Saint-Étienne traf, diesem aber 1:2 unterlag. Im selben Jahr ging er erneut in die zweite Liga, wo er beim FC Rouen unter Vertrag stand. Als Leistungsträger scheiterte er zweimal am Aufstieg, der erst 1977 gelang, nachdem Polny zuvor aus der ersten Elf verdrängt worden war. Im selben Jahr beendete er 34-jährig nach 292 Erstligapartien mit drei Toren und 108 Zweitligapartien mit zwei Toren seine Profilaufbahn.

## Trainerkarriere
1977 ging der Ex-Profi zum Drittligisten AS Beauvais, wo er als Spielertrainer vorgesehen war. Trotz des Abstiegs im Jahr 1978 blieb er dem Amateurverein bis 1979 erhalten. Zu diesem Zeitpunkt hörte er endgültig mit dem Fußballspielen auf und war bei seinem neuen Arbeitgeber Stade Poitiers ausschließlich als Trainer vorgesehen; für den Amateurverein saß er von 1979 bis 1980 auf der Trainerbank und beendete danach seine Trainerlaufbahn. Später kehrte er nach Saint-Étienne zurück, wo er in der Geschäftsführung eines Unternehmens arbeitete.